# Bernacice Górne
Bernacice Górne  (deutsch Wernersdorf (Bahnhof)) ist ein Ort  in der Stadt- und Landgemeinde Głubczyce im Powiat Głubczycki der Woiwodschaft Opole in Polen.

## Geographie

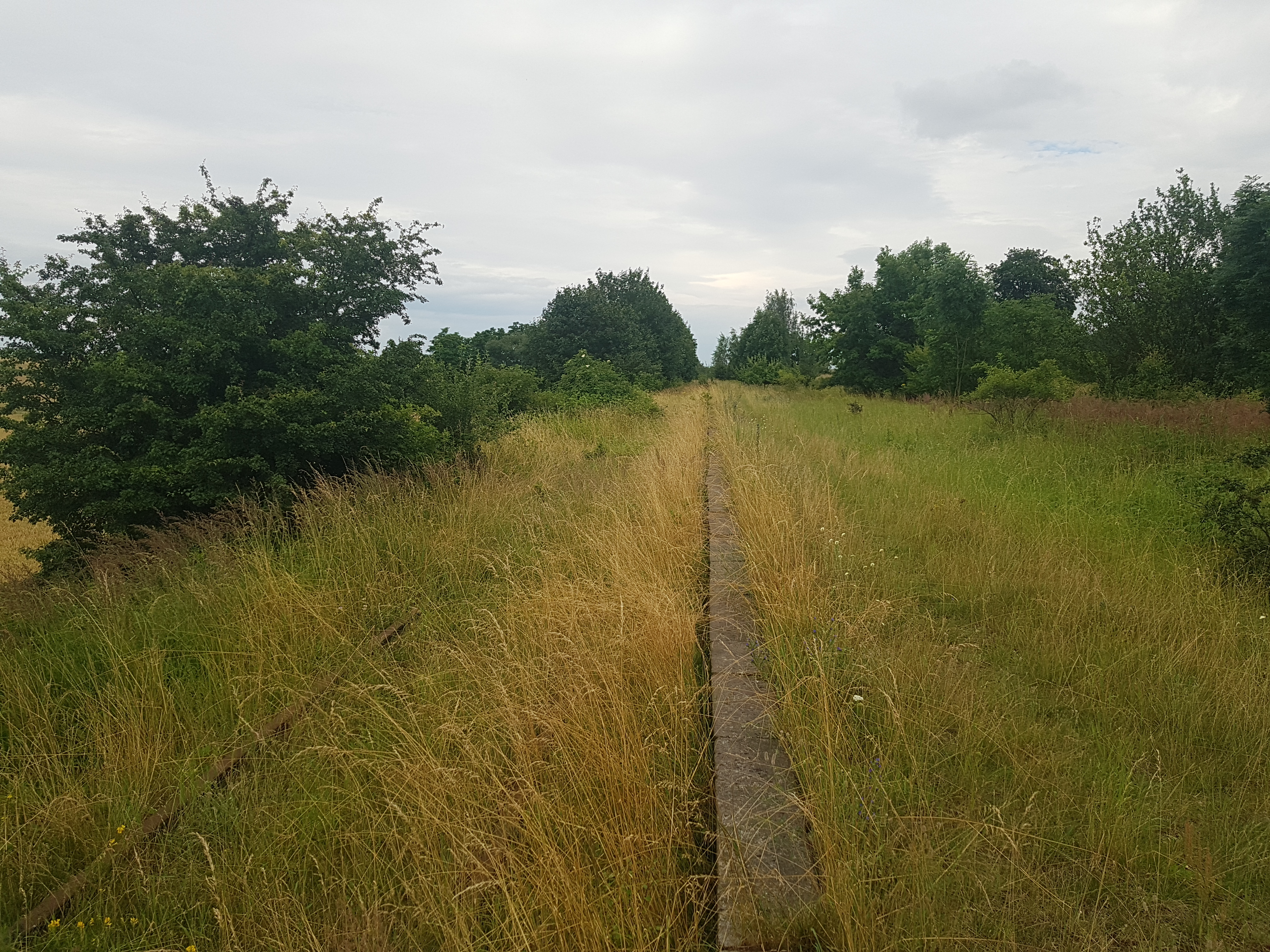
Stillgelegte Bahnstrecke in Bernacice Górne

Bernacice Górne liegt sieben Kilometer südöstlich von Głubczyce (Leobschütz) und 70 Kilometer südlich von Opole (Oppeln) in der Nizina Śląska (Schlesische Tiefebene). Durch den Ort verläuft die Woiwodschaftsstraße Droga wojewódzka 416. Der Ort liegt an der stillgelegten Bahnstrecke Racibórz–Krnov.
Nachbarorte von Bernacice Górne sind im Norden Bernacice (Wernersdorf), im Südosten Boguchwałów (Hohndorf) und im Südwesten Nowa Wieś Głubczycka (Neudorf).

## Geschichte
Mit der Inbetriebnahme der Bahnstrecke Racibórz–Krnov im Jahr 1855 entstand rund um den Bahnhof von Wernersdorf eine Siedlung. Bis 1945 gehörte der Ortsteil zu Wernersdorf. 
Nach 1945 wurde der Ort eine selbstständige Gemeinde und wurde in Bernacice Górne benannt. 1950 wurde Bernacice Górne der Woiwodschaft Oppeln zugeteilt und 1999 Teil des wiedergegründeten Powiat Głubczycki. 2000 wurde der Bahnbetrieb auf der Strecke eingestellt.

## Sehenswürdigkeiten
- Hölzernes Wegekreuz